# Német Nemzetiségi Múzeum (Tata)
Az 1972-ben alapított tatai Német Nemzetiségi Múzeum (németül Ungarndeutsches Museum) feladata az ország területén valaha élt és a jelenkorban élő német kultúra összegyűjtése, megőrzése és közzététele. Az intézmény a Kuny Domokos Megyei Múzeum része. Címe: Tata, Alkotmány utca 1.

## Épülete
A korábban Tatán a Miklós-malomban lévő múzeum 1983 óta az egykori Nepomucenus-malomban működik. Az egykori vízimalom 1758-ban, Fellner Jakab tervei alapján épült, nevét a molnárok és vízen közlekedők védőszentjéről, Nepomuki Szent Jánosról kapta, akinek fából faragott, naiv szépségű szobra az épület homlokzatát díszíti. A malom egykori szerkezetét, működését, és történetét animációs film mutatja be a kiállításban.
A főépületben helyezték el a kutatószobákat, a könyv-, fotó-, hang- és adattárakat, s itt van a múzeum háromszintes, közel 500 négyzetméteres kiállítótere is. Az egykori magtárban található a műtárgyraktár.

## Kiállítása
Mi és a többiek – ez a címe a múzeum 2015-ben nyitott állandó kiállításának. A kiállítás nem csak a magyarországi németekről szól. Sokkal inkább arról, hogyan alakulnak ki a népcsoportokra vonatkozó sztereotípiák, előítéletek, és arról, hogyan gondolkodik a nemzeti többség a nemzeti kisebbségről. A Történetek című részben látható annak az ezeréves kapcsolatnak a története, ahogyan az ország a kisebbségi csoportokhoz viszonyult. A történelem időfolyama képletesen kanyarog végig a tablón, és a leszakadó folyóágak, gátak, szigetek a történeti eseményeket szimbolizálják. A történelemmel szemben láthatók az egyéni emléktárgyak. Ezeket a tárgyakat a múzeum azért kapta magánszemélyektől vagy közösségektől, hogy a jelenkori németséghez való kötődést ábrázolják. A Tárgyak című kiállításrész azt mutatja be, mely tárgyak számítottak a múltban tipikus német tárgynak. A kiállítás gondolkodásra biztatja a látogatót arról, milyenek vagyunk mi, és milyenek a többiek.

### Állandó kiállításai
1973 	első állandó kiállítás: Német telepesek Komárom megyében (Miklós malom)
1985 	második állandó kiállítás: Der grosse Schwabenzug (Nepomucenus malom)
1997 	harmadik állandó kiállítás: 1100 év együttélés: Németek Magyarországon a honfoglalástól napjainkig
2015	negyedik állandó kiállítás: Mi és a többiek